# ルパン・ザ・ベスト ルパン三世クロニクル・ルパン三世生誕40周年スペシャル
『ルパン・ザ・ベスト ルパン三世クロニクル・ルパン三世生誕40周年スペシャル』（ルパン・ザ・ベスト ルパンさんせいクロニクル・ルパンさんせいせいたんよんじっしゅうねんスペシャル / LUPIN THE BEST）は、テレビアニメ『ルパン三世』のサウンドトラック。

## 解説
『ルパン三世』誕生40周年、大野雄二作曲・編曲の『ルパン三世のテーマ』誕生30周年を記念して発表された。
2枚組で、1971年から1989年までのテーマ曲を完全収録している。また、テレビシリーズ、劇場版、テレビスペシャルなどのテーマ曲、主題歌、挿入歌などがレコード会社の枠を超えて収録された。

## 収録曲

### Disc 1
1. ルパン三世主題歌 I [TVサイズ・SE無し]/チャーリー・コーセイ
2. AFLO"LUPIN'68"[TVサイズ・SE無し]/チャーリー・コーセイ
3. ルパン三世 主題歌3[TVサイズ・SE無し]/よしろう・広石
4. ルパン三世主題歌 II [TVサイズ・SE無し]/チャーリー・コーセイ
5. ルパン三世のテーマ'78[初出盤曲名:ルパン三世のテーマ/シングル・ヴァージョン]/YOU & THE EXPLOSION BAND
6. ルパン三世 愛のテーマ[シングル・ヴァージョン]/YOU & THE EXPLOSION BAND
7. ラヴィン・ユー（ラッキー）LOVIN' YOU(LUCKY)/トミー・スナイダー
8. 抱いて、ルパンI MISS YOU BABE(,YES,I DO)/サンディ・A・ホーン
9. ルパン三世のテーマ/ピートマック・ジュニア
10. ルパン三世 愛のテーマ/水木一郎
11. ルパン三世 '79/YOU & THE EXPLOSION BAND
12. ラヴ・スコール/サンドラ・ホーン
13. スーパー・ヒーロー<ルパン三世のテーマ>SUPER HERO/トミー・スナイダー
14. ルパン音頭/三波春夫
15. 銭形マーチ/三波春夫

### Disc 2
1. ルパン三世'80/YOU & THE EXPLOSION BAND
2. ラヴ・イズ・エヴリシング/木村昇
3. しゃれた沈黙 LEAVE YOU/木村昇
4. 炎のたからもの/ボビー
5. セクシー・アドベンチャー/中村裕介
6. フェアリー・ナイト/ソニア・ローザ
7. MANHATTAN JOKE/河合奈保子
8. SONG OF BABYLON/河合奈保子
9. セラヴィと言わないで/麻倉未稀
10. Undercover Lover/宮浦和美
11. THEME FROM LUPIN III '89/YOU & EXPLOSION BAND
12. ラヴ・スコール(FUJIKO's Version)/増山江威子
13. MEMORY OF SMILE/山田康雄
14. ルパン三世その1[レコード・ヴァージョン]/チャーリー・コーセイ
15. ルパン三世その2[レコード・ヴァージョン]/チャーリー・コーセイ